# Michail Rahoza
Michail Rahoza (bělorusky: Міхал Рагоза, ukrajinsky: Михайло Рогоза; okolo 1540, Volyň - 1599, Kyjev) byl kněz ukrajinské řeckokatolické církve a arcibiskup kyjevský.

## Život
Narodil se okolo roku 1540 v běloruské šlechtické rodině v oblasti Volyně. Pravděpodobně studoval na Jezuitské koleji ve Vilniusu, kde působil jako úředník knížete Boguše Koretskyho. Později vstoupil do monastýru Nanebevstoupení Páně v Minsku kde se roku 1579 stal archimadritou.
Roku 1589 navštívil konstantinopolský patriarcha Jeremias II. Tranos Republiku obou národů a po dohodě s králem Zikmundem III. Vasou sesadil metropolitu Onesifora Devočku, pravděpodobně proto že byl jako kněz podruhé ženatý. Na základě rady místní šlechty jmenoval novým metropolitou Michaila Rahozu. Biskupské svěcení přijal v srpnu 1589 z rukou patriarchy Jeremiase II.
Jako jmenovaný metropolita začal reformou církve zejména prostřednictvím synody kterou svolal roku 1590. Jeho cílem bylo například reformovat zvyklosti duchovenstva. Jeho snaha reformovat církev byla zbytečná a proto se obrátil na Řím.
Roku 1590 podepsal se všemi biskupy církve dokument kterým vytvořily unii s katolickou církví s ponecháním byzantského ritu, liturgické praxe aj.
Arcibiskup Rahoza zemřel mezi červnem a srpnem roku 1599. Jeho nástupcem se stal Ipatij Potij divoký zastánce unie. Ne všichni byli zastánci unie s katolickou církví a proto roku 1620 jeruzalémský patriarcha obnovil pravoslavnou metropoli Kyjev pod vlastní jurisdikcí a prvním metropolitou se stal Jób Boreckyj.